# Natasza Caban
Natasza Caban (ur. 12 kwietnia 1977 w Słupsku) – polska żeglarka. Opłynęła samotnie Ziemię.

## Życiorys
Urodziła się w Słupsku, dzieciństwo spędziła w Ustce. Jest absolwentką I Społecznego Liceum Ogólnokształcącego w Słupsku. Od 1985 roku zaczęła uprawiać żeglarstwo. Zdobyła patent żeglarza jachtowego w 1988 roku; sternika jachtowego w 1993 oraz jachtowego sternika morskiego w 2005 roku. Stopień Kapitana Jachtowego żeglarka otrzymała w 2015 roku, a trzy lata później Licencję Oficera Nawigacji. We wcześniejszym okresie zdobyła m.in. zawód takielarza – specjalisty od olinowania żaglowców. Jest wychowanką Harcerskiego Ośrodka Morskiego; w grudniu 2009 Jacht Klub Ustka nadał jej tytuł Honorowego Członka.
W 2002 roku płynąc jako członek międzynarodowej załogi na SY DREAMLAND zajęła 5. miejsce w prestiżowych regatach Sydney-Hobart.
Na SY „Tanasza Polska Ustka” w lipcu 2007 roku wyruszyła w samotny rejs dookoła Ziemi. Trasa wiodła etapami z Hawajów na Zachód, dookoła Afryki i przez Kanał Panamski. Ukończyła go 1 grudnia 2009 r. o godzinie 17:00 hawajskiego czasu lokalnego (o 3:00 w nocy czasu polskiego) po przepłynięciu ponad 26 tysięcy mil morskich. Jako osoba współpracująca z Fundacją Anny Dymnej Mimo Wszystko, w czasie przystanków na Wyspach Kokosowych i Karaibach zabrała na pokład niepełnosprawne dzieci, aby w ten sposób ziścić ich marzenia.
Jej opowiadanie pt. Kulinaria ukazało się w antologii Opowieści wiatru i morza pod redakcją Rafała Natzke-Kruszyńskiego (Toruń, 2009).
W 2010 została honorowym członkiem Klubu Morskiego „Horn” w Kielcach.
Natasza Caban jest także pasjonatką sportów motocyklowych. W czerwcu 2011 roku brała udział w off-roadowym rajdzie Rally Albania, którego trasa liczyła niemalże 1500 km. Zajęła drugie miejsce w kategorii „motocykle – kobiety”. W październiku tego samego roku wzięła udział w jesiennej edycji Rajdu Polski Kobiet, organizowanego na rzecz walki z chorobami nowotworowymi przez Fundację Teraz Kobiety.

## Wyróżnienia i nagrody
Za swój rejs Natasza Caban otrzymała II Nagrodę Honorową „Rejs Roku 2009”.
Wyróżniona tytułem „Jachtsman Roku 2009” oraz nagrodą National Geographic Polska „Travellery” za Wyczyn Roku 2009.
W 2008 otrzymała Statuetkę Ambasadora Ustki w dziedzinie promocji.
Jest pierwszym polskim członkiem klasy Mini 6.5.
W maju 2013 Fundacja na Rzecz Ratownictwa Specjalistycznego z Wykorzystaniem Psów IRMA przyznała Nataszy Caban tytuł Ambasadora Fundacji.